# Dzerjinsk, Belarus
Dzerjinsk (în bielorusă Дзяржынск)  este un oraș  în centrul Belarusului, în regiunea Minsk.